# Pseudobrimus affinis
Pseudobrimus affinis är en skalbaggsart som beskrevs av Stefan von Breuning 1936. Pseudobrimus affinis ingår i släktet Pseudobrimus och familjen långhorningar. Inga underarter finns listade i Catalogue of Life.